# Die sieben Raben
Die sieben Raben ("De sju korparna") är en tysk animerad folksagefilm från 1937 i regi av Ferdinand Diehl. Den handlar om en flicka vars sju bröder har förtrollats till korpar. Filmen bygger på sagan "De sju korparna", insamlad av bröderna Grimm. Filmen gjordes med dockor i naturalistisk stil och stop motion-teknik. Den producerades av Gebrüder Diehl-Filmproduktion och hade premiär i Berlin den 2 december 1937.